# Mūkupurvs
Mūkupurvs est un voisinage de la banlieue de Latgale à Riga en Lettonie.

## Géographie
Mūkupurvs est situé dans la partie sud-ouest de Riga. 
Mūkupurvs borde les quartiers de Beberbeķi, Zolitūde et Pleskodāle, ainsi que la paroisse de Mārupe du comté de Mārupe. 
Les limites du quartier de Mūkupurva les rues Krotes iela, Babītes iela, Kalnciema iela et Kārļa Ulmaņas gatve.
La superficie totale du quartier de Mūkupurvs est de 4,515 km2, ce qui est à peine inférieur à l'indicateur de superficie moyen des quartiers de Riga.
La partie sud-ouest du quartier de Mūkupurvs est voisine de l'aéroport international de Riga.

## Transports
- Bus: 	22., 32., 43.
- Trolleybus: